# Matt Bomer

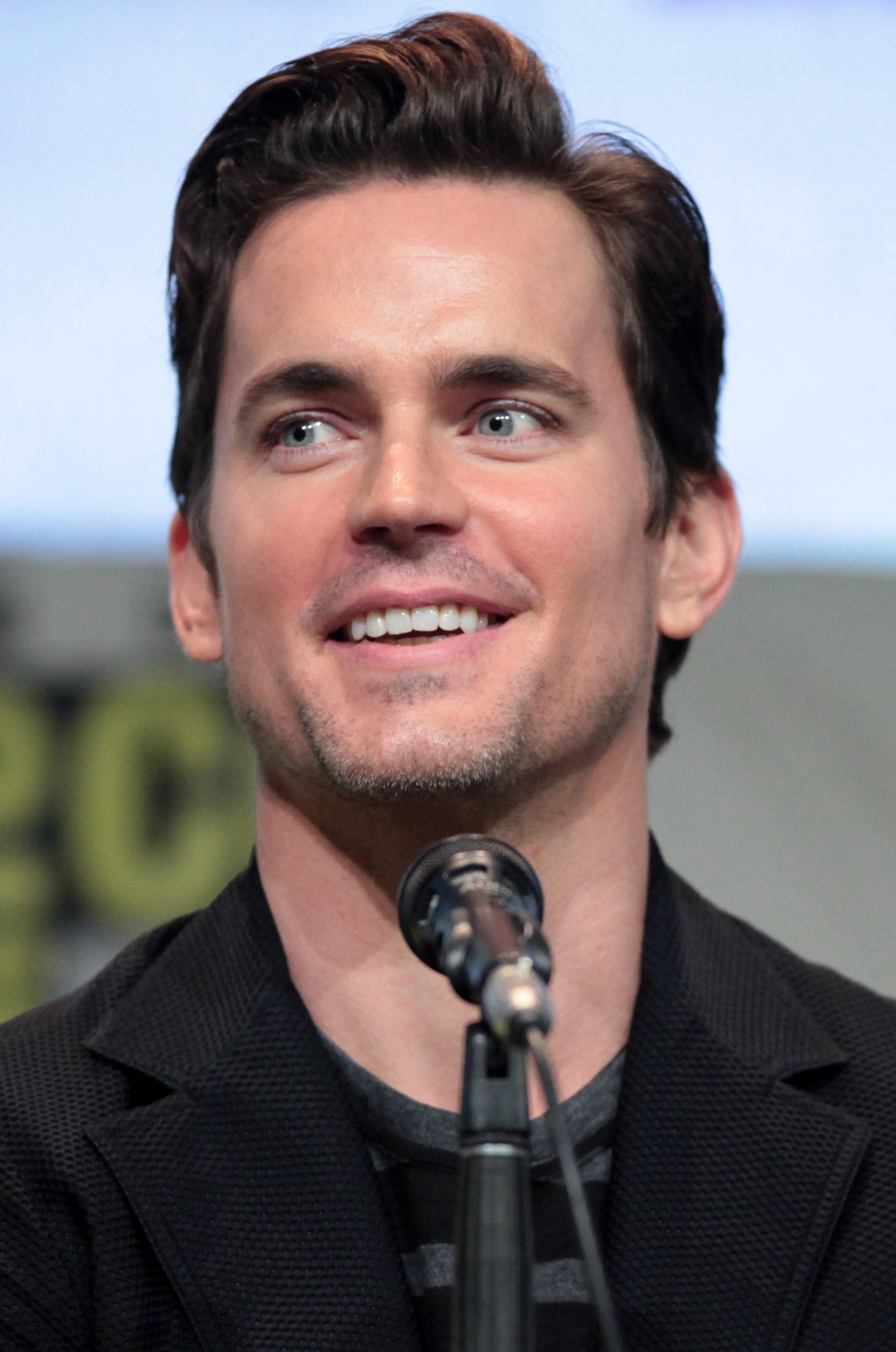
Matt Bomer (2015)

Matthew „Matt“ Staton Bomer (* 11. Oktober 1977 in Webster Groves, Missouri) ist ein US-amerikanischer Schauspieler. Von 2009 bis 2014 spielte er als Neal Caffrey eine der Hauptrollen in der Fernsehserie White Collar.

## Jugend und Anfänge
Bomer wurde 1977 in Missouri als Sohn von Elizabeth Macy Staton und des ehemaligen Dallas Cowboys John O’Neill Bomer IV geboren und wuchs mit zwei Geschwistern in der Kleinstadt Spring in Texas auf. Bis 1996 besuchte er die dortige High School und dann die Carnegie Mellon University in Pittsburgh, wo er im Jahr 2000 den Grad eines Bachelor of Fine Arts erwarb.

## Karriere
Anschließend ging er nach New York City und trat an verschiedenen Theatern auf, bevor er eine kleine Rolle als Ian Kipling in All My Children erhielt. 2001 wurde er die Drittbesetzung der Rolle des Ben Reade in Springfield Story und verkörperte diese bis 2003. Im selben Jahr wurde er für die kurzlebige Fernsehserie Tru Calling – Schicksal reloaded! gecastet und spielte dort etwas länger als ein Jahr den Luc. Zudem hatte er eine Rolle in Flightplan – Ohne jede Spur (2005) mit Jodie Foster.
2006 sollte Bomer in Brett Ratners Film Superman Returns die Hauptrolle des Clark Kent bzw. Superman übernehmen. Als Ratner jedoch aus dem Projekt ausstieg, wurde auch die Hauptrolle mit Brandon Routh neu besetzt. Zwischen 2007 und 2009 war er in der Rolle des Bryce Larkin in Chuck wiederkehrend in den ersten beiden Staffeln zu sehen. Von 2009 bis 2014 spielte er als Neal Caffrey eine der Hauptrollen in der Fernsehserie White Collar. Im Science-Fiction-Film In Time – Deine Zeit läuft ab (2011) hatte er einen Auftritt an der Seite von Justin Timberlake. 2012 spielte er neben Channing Tatum und Matthew McConaughey in Stephen Soderberghs Magic Mike einen Stripper.
Für seine Rolle als Felix Turner in The Normal Heart gewann er 2014/15 unter anderem den Golden Globe als bester Nebendarsteller in einer Serie, Miniserie oder einem Fernsehfilm, erhielt er eine Emmy-Nominierung in derselben Kategorie und gewann den Critics’ Choice Television Award als bester Nebendarsteller in einem Fernsehfilm oder einer Miniserie. Der Film basiert auf dem gleichnamigen autobiografischen Theaterstück von Larry Kramer (1985); an Bomers Seite waren unter anderen Julia Roberts, Mark Ruffalo und Jim Parsons.
2015 kehrte er für Magic Mike XXL in die Rolle des Strippers Ken zurück. 2016 verkörperte er in The Nice Guys den Antagonisten John Boy neben Russell Crowe und Ryan Gosling. Im Film Walking Out, der im Rahmen des Sundance Film Festivals 2017 seine Premiere feierte, spielt er in einer Hauptrolle einen Vater, der mit seinem Sohn in der Wildnis von Montana um das Überleben kämpft. Von 2019 bis 2023 spielte Bomer in der Superheldenserie Doom Patrol mit. Dem folgte die Hauptrolle in der historischen Miniserie Fellow Travelers neben Jonathan Bailey, für die Bomer unter anderem Nominierungen für einen Golden Globe und Emmy erhielt, und 2025 die Sitcom Mid-Century Modern.

## Persönliches
Matt Bomer setzt sich auf vielfältige Weise für Forschung, Aufklärung und medizinische Versorgung von HIV/AIDS-erkrankten Menschen ein. Im Februar 2012 erhielt er für sein Engagement eine Auszeichnung der Steve Chase Humanitarian Awards. In seiner Dankesrede nutzte er die Gelegenheit unter anderem, sich erstmals öffentlich und namentlich bei seiner Familie zu bedanken, was sein Coming-out bedeutete und entsprechend große mediale Aufmerksamkeit nach sich zog. Bis zu diesem Zeitpunkt hatte Bomer Aussagen zu seinem Privatleben stets vermieden. Bomer ist seit 2011 mit dem Publizisten Simon Halls verheiratet, das Paar hat drei Söhne (* 2005; * 2008; * 2008), die durch Leihmutterschaft zur Welt kamen.
Dem gesteigerten Medieninteresse hinsichtlich seines Privatlebens begegnet Bomer seit seiner Rede 2012 offener. 2024 erklärte er, die Rolle als Superman (siehe oben) aufgrund seiner Homosexualität nicht bekommen zu haben. Er erzählt auf Nachfrage von seinem privaten Coming-out, von Familienurlauben und seinem Alltag als dreifacher Vater und leistet so einen Beitrag zur öffentlichen Wahrnehmung homosexueller Partnerschaften. Im Dezember 2012 erhielten Halls und Bomer gemeinsam den Inspiration Award der GLSEN-Stiftung (Gay, Lesbian and Straight Education Network – Schwules, lesbisches und heterosexuelles Bildungsnetzwerk), die sich um Aufklärung in Schulen und Unterstützung queerer Jugendlicher bemüht und zu deren Unterstützern das Paar zählt.

## Filmografie (Auswahl)

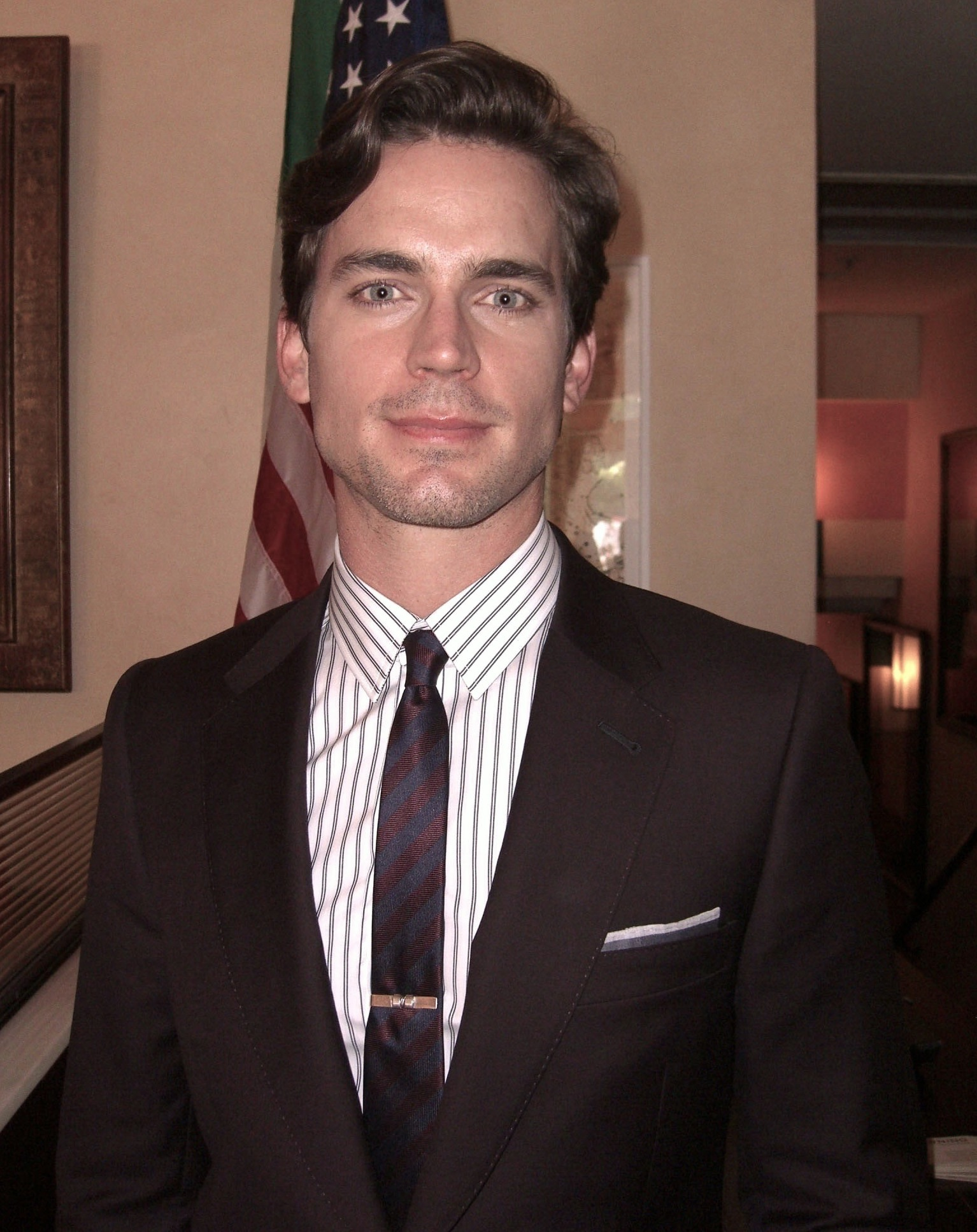
Matt Bomer (2011)

### Fernsehserien
- 2000: All My Children
- 2001–2003: Springfield Story (The Guiding Light, 6 Folgen)
- 2002: Relic Hunter – Die Schatzjägerin (Relic Hunter, Folge 3x13)
- 2003–2004: Tru Calling – Schicksal reloaded! (Tru Calling, 17 Folgen)
- 2007: Traveler (8 Folgen)
- 2007–2009: Chuck (7 Folgen)
- 2009–2014: White Collar (81 Folgen)
- 2012: Glee (Folge 3x15)
- 2013: The New Normal (Folge 1x12)
- 2014: The Normal Heart (Fernsehfilm)
- 2014–2016: American Horror Story (10 Folgen)
- 2016–2017: The Last Tycoon (9 Folgen)
- 2018–2019: Will & Grace (6 Folgen)
- 2019–2023: Doom Patrol
- 2020: The Sinner (8 Folgen)
- 2021: American Horror Stories (2 Folgen)
- 2022: Echoes (7 Folgen)
- 2023: Fellow Travelers (8 Folgen)
- 2025: Mid-Century Modern (10 Folgen)

### Filme
- 2005: Flightplan – Ohne jede Spur (Flightplan)
- 2006: Amy Coyne
- 2006: Texas Chainsaw Massacre: The Beginning (The Texas Chainsaw Massacre: The Beginning)
- 2011: In Time – Deine Zeit läuft ab (In Time)
- 2012: Magic Mike
- 2014: Winter’s Tale
- 2014: Space Station 76
- 2015: Magic Mike XXL
- 2016: The Nice Guys
- 2016: Die glorreichen Sieben (The Magnificent Seven)
- 2017: Walking Out
- 2017: Anything
- 2018: Jonathan
- 2020: The Boys in the Band
- 2023: Magic Mike: The Last Dance (Magic Mike’s Last Dance)
- 2023: Maestro

## Auszeichnungen
Golden Globe
- 2015: Auszeichnung als Bester Nebendarsteller — Serie, Mini-Serie oder TV-Film für The Normal Heart
- 2024: Nominierung als Bester Hauptdarsteller — Mini-Serie oder TV-Film für Fellow Travelers

Emmy
- 2014: Nominierung als Bester Nebendarsteller in einer Miniserie oder Fernsehfilm für The Normal Heart
- 2024: Nominierung als Bester Hauptdarsteller in einer Miniserie oder Fernsehfilm für Fellow Travelers

Screen Actors Guild Award
- 2024: Nominierung als Bester Hauptdarsteller in einer Miniserie oder einem Fernsehfilm für Fellow Travelers

Satellite Award
- 2014: Nominierung als Bester Nebendarsteller — Miniserie oder Fernsehfilm für The Normal Heart
- 2024: Nominierung als Bester Hauptdarsteller — Miniserie oder Fernsehfilm für Fellow Travelers

Critics’ Choice Television Award
- 2014: Auszeichnung als Bester Nebendarsteller in einem Fernsehfilm oder einer Miniserie für The Normal Heart
- 2024: Nominierung als Bester Hauptdarsteller in einem Fernsehfilm oder einer Miniserie für Fellow Travelers